# Antonio Izquierdo
Antonio Izquierdo Ferigüela (Cáceres, 1932-Madrid, 1999) fue un periodista español.

## Biografía
Nacido en Cáceres en 1932, desde su juventud trabajó en el ámbito periodístico. Ocupó diversos cargos en el seno de la dictadura franquista: jefe del gabinete de información de la Delegación nacional de Juventudes, jefe del Servicio de medios de comunicación social del Ministerio de Educación o director del semanario Servicio.
Editorialista del diario Arriba —que era el órgano oficial del «Movimiento»—, en 1974 fue nombrado director del periódico. Durante su etapa como director el diario mantuvo numerosas fricciones con el gobierno Arias Navarro. Una de los encontronazos más señalados fue cuando el Arriba publicó un duro artículo, conocido como el «Gironazo» —por ser el falangista José Antonio Girón de Velasco su autor—, que se mostraba contrario a los tímidos intentos de apertura de la dictadura que algunos sectores habían impulsado desde dentro del régimen. Como consecuencia del mismo, Antonio Izquierdo fue destituido de su puesto de director a comienzos de 1975.
Hombre cercano a Girón de Velasco, en 1977 fue nombrado director del diario ultraderechista El Alcázar. Izquierdo, que dirigió el periódico entre 1977 y 1987, lo convirtió en el órgano de expresión de la extrema derecha, definiéndolo el propio Izquierdo como «un periódico de oposición al Gobierno y de oposición a la Oposición». Desde las páginas de El Alcázar llegó a promover a finales de 1984 el establecimiento del grupo ultraderechista «Juntas Españolas», sucesor de Fuerza Nueva.
Fue autor de varias obras, de entre las cuales destaca Elegía por la Generación perdida: Memoria de juventud, que escribió junto a Juan Blanco.